# Hoàng triều Cương thổ
Hoàng triều Cương thổ (chữ Hán: 皇朝疆土, tiếng Pháp: Domaine de la Couronne) là khái niệm địa lý chính trị của Nhà Nguyễn để ấn định những khu vực cai trị mà người Việt không chiếm đa số, sau trở thành đơn vị hành chính của Quốc gia Việt Nam. Hoàng triều cương thổ bao gồm vùng đất Đêga Tây Nguyên Việt Nam hiện nay và các Khu Tự trị dân tộc thiểu số ở miền Bắc. Hoàng triều Cương thổ chính thức thành lập ngày 15 tháng 4 năm 1950 rồi giải thể ngày 11 tháng 3 năm 1955.

## Hình thành

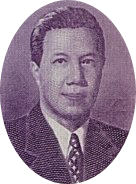
Quốc trưởng Bảo Đại, 1953

Ngày 30 tháng 5 năm 1949 người Pháp trao quyền quản lý vùng Cao nguyên Trung phần với Xứ Thượng Nam Đông Dương cho Chính phủ Quốc gia Việt Nam. Quốc trưởng Bảo Đại đã tách riêng phần Cao nguyên Trung bộ ra và lập quy chế hành chính đặc biệt có tên là Hoàng triều Cương thổ qua Dụ số 6 ngày 15 tháng 4 năm 1950. Tại vùng này thì Bảo Đại ngoài danh nghĩa Quốc trưởng ra vẫn giữ vai trò Hoàng đế.
Năm tỉnh thuộc Xứ Thượng Nam Đông Dương chuyển giao thành Hoàng triều Cương thổ ở Trung phần là:
1. Đồng Nai Thượng
2. Lâm Viên
3. Pleiku
4. Darlac
5. Kontum

Ngoài ra Dụ số 6 còn ấn định một khu vực khác ở Bắc phần gồm các tỉnh sau đây cũng thuộc Hoàng triều cương thổ:
1. Hòa Bình (Khu Tự trị Mường)
2. Phong Thổ (Khu tự trị Thái)
3. Lai Châu (Khu tự trị Thái)
4. Sơn La (Khu tự trị Thái)
5. Lào Kay (Khu Tự trị Mèo)
6. Hà Giang (Khu Tự trị Mèo)
7. Bắc Kạn (Khu Tự trị Thổ)
8. Cao Bằng (Khu Tự trị Thổ)
9. Lạng Sơn (Khu Tự trị Thổ)
10. Hải Ninh (Khu tự trị Nùng)
11. Móng Cái (Khu tự trị Nùng)

## Hành chính
Đứng đầu Hoàng triều Cương thổ là vị Khâm mạng Hoàng triều do Quốc trưởng Bảo Đại bổ nhiệm. Theo thỏa hiệp giữa Tổng thống Pháp Vincent Auriol khi giải tán Xứ Thượng Nam Đông Dương và nhường quyền lại cho Quốc gia Việt Nam thì quy chế tự trị của các sắc tộc thiểu số sẽ có thể lệ riêng và Chính phủ Pháp vẫn có bổn phận tham nghị nên mỗi khi ban bố luật pháp thì Chính phủ Quốc gia Việt Nam phải có sự thỏa thuận của Pháp.
Ngày 21 tháng năm 1951, Quốc trưởng Bảo Đại ban hành "Quy chế 16" với chín điều khoản đặt nền móng cho việc cai trị Xứ Thượng. Nội dung các điều khoản đó có thể tóm tắt như sau:
1. Quyền lợi tối cao của Quốc gia Việt Nam được bảo đảm cùng với quyền lợi của các sắc tộc thiểu số
2. Cao nguyên trực thuộc Quốc trưởng
3. Người Thượng cần tham gia vào việc phát triển Cao nguyên
4. Tôn trọng hệ thống bộ lạc và chức sắc kế truyền của người Thượng
5. Thành lập Hội đồng Kinh tế
6. Thành lập Tòa án Phong tục Thượng
7. Bảo đảm quyền sở hữu đất đai của người Thượng
8. Phát triển cơ cấu dịch vụ xã hội ở Cao nguyên như y tế, giáo dục
9. Thành lập đơn vị riêng quân sự riêng biệt cho người Thượng với ưu tiên phục vụ ở Cao nguyên

## Giải thể
Quy chế Hoàng triều Cương thổ sau khi ban hành bị chỉ trích vì đã nhượng bộ quyền lợi cho Pháp quá lớn nhất là việc thành lập Hội đồng Kinh tế phần lớn do các chủ đồn điền người Pháp thao túng. Chính sách hạn chế di dân người Kinh lên Cao nguyên vẫn duy trì và người Pháp còn nắm quyền hành chánh như trong thỏa thuận với Tổng thống Pháp Vincent Auriol. Trong số năm tỉnh thì ba tỉnh Kontum, Pleiku và Darlac vẫn do tỉnh trưởng người Pháp cai quản. Hơn nữa đại diện Quốc trưởng Bảo Đại ở Cao nguyên, tức vị Khâm mạng cũng lại là người Pháp, đại tá Pierre Didelot, chồng của Agnès Nguyễn Hữu Hào.
Ngày 10 tháng 8 năm 1954, quy chế Hoàng triều Cương thổ bị xóa bỏ. Thủ tướng Ngô Đình Diệm thông qua Dụ số 21 ngày 11 tháng 3 năm 1955 và Quốc trưởng Bảo Đại chấp thuận, chính thức sáp nhập Hoàng triều Cương thổ lại vào Trung phần chấm dứt đặc quyền của người Pháp và Quốc trưởng trên vùng Thượng và danh xưng Cao nguyên Trung phần được dùng lại.